# Some Say
Some Say — третий сингл из альбома «Chuck» канадской панк-рок-группы Sum 41. Клип на песню вышел только в Канаде и Японии.

## Список композиций

### Promo CD
- Some Say
- Some Say (клип)

## Исполнители
- Дерик «Bizzy D» Уибли — вокал, гитара
- Дэйв «Brownsound» Бэкш — гитара, бэк-вокал
- Джейсон «Cone» МакКэслин — бас, бэк-вокал
- Стив «Stevo 32» Джоз — барабаны, бэк-вокал